# Diócesis de Santa Rosa en California
La diócesis de Santa Rosa en California (en latín: Dioecesis Sanctae Rosae in California y en inglés: Roman Catholic Diocese of Santa Rosa in California) es una circunscripción eclesiástica de la Iglesia católica en Estados Unidos. Se trata de una diócesis latina, sufragánea de la arquidiócesis de San Francisco. Desde el 30 de junio de 2011 su obispo es Robert Francis Vasa.

## Territorio y organización
La diócesis tiene 30 320 km² y extiende su jurisdicción sobre los fieles católicos de rito latino residentes en el estado de California en los 6 condados de: Del Norte, Humboldt, Lake, Mendocino, Napa y Sonoma. 
La sede de la diócesis se encuentra en la ciudad de Santa Rosa, en donde se halla la Catedral de San Eugenio.
En 2020 en la diócesis existían 40 parroquias.

## Historia
La diócesis fue erigida el 13 de enero de 1962 con la bula Ineunte vere del papa Juan XXIII, obteniendo el territorio de la arquidiócesis de San Francisco y de la diócesis de Sacramento.
El 25 de junio de 1963, con la carta apostólica Memoratu digna, el papa Pablo VI proclamó a santa Rosa de Lima como patrona principal de la diócesis.

## Estadísticas
Según el Anuario Pontificio 2021 la diócesis tenía a fines de 2020 un total de 196 181 fieles bautizados.
| Año                                                                             | Población            | Población | Población      | Sacerdotes | Sacerdotes    | Sacerdotes    | Bautizados por sacerdote | Diáconos permanentes | Religiosos | Religiosos | Parroquias |
| Año                                                                             | Bautizados católicos | Total     | % de católicos | Total      | Clero secular | Clero regular | Bautizados por sacerdote | Diáconos permanentes | Varones    | Mujeres    | Parroquias |
| ------------------------------------------------------------------------------- | -------------------- | --------- | -------------- | ---------- | ------------- | ------------- | ------------------------ | -------------------- | ---------- | ---------- | ---------- |
| 1966                                                                            | 78 200               | 427 408   | 18.3           | 105        | 61            | 44            | 744                      |                      | 44         | 252        | 32         |
| 1970                                                                            | 65 340               | 463 400   | 14.1           | 106        | 82            | 24            | 616                      | 5                    | 49         | 204        | 46         |
| 1976                                                                            | 75 607               | 532 350   | 14.2           | 115        | 82            | 33            | 657                      | 2                    | 84         | 158        | 37         |
| 1980                                                                            | 88 660               | 558 102   | 15.9           | 104        | 81            | 23            | 852                      | 2                    | 61         | 127        | 38         |
| 1990                                                                            | 107 064              | 729 620   | 14.7           | 99         | 85            | 14            | 1081                     | 9                    | 57         | 110        | 41         |
| 1999                                                                            | 141 792              | 745 138   | 19.0           | 105        | 85            | 20            | 1350                     | 18                   | 39         | 91         | 43         |
| 2000                                                                            | 143 535              | 747 881   | 19.2           | 113        | 96            | 17            | 1270                     | 18                   | 57         | 82         | 43         |
| 2001                                                                            | 146 024              | 751 312   | 19.4           | 100        | 83            | 17            | 1460                     | 38                   | 54         | 79         | 41         |
| 2002                                                                            | 148 605              | 753 893   | 19.7           | 106        | 90            | 16            | 1401                     | 35                   | 51         | 69         | 42         |
| 2003                                                                            | 151 218              | 753 893   | 20.1           | 98         | 87            | 11            | 1543                     | 34                   | 49         | 63         | 41         |
| 2004                                                                            | 154 060              | 753 893   | 20.4           | 95         | 85            | 10            | 1621                     | 30                   | 38         | 49         | 42         |
| 2010                                                                            | 169 567              | 909 361   | 18.6           | 79         | 70            | 9             | 2146                     | 27                   | 35         | 42         | 42         |
| 2014                                                                            | 175 443              | 945 402   | 18.6           | 97         | 86            | 11            | 1808                     | 39                   | 37         | 31         | 41         |
| 2017                                                                            | 184 623              | 969 820   | 19.0           | 83         | 75            | 8             | 2224                     | 56                   | 35         | 28         | 41         |
| 2020                                                                            | 196 181              | 980 906   | 20.0           | 77         | 67            | 10            | 2547                     | 51                   | 37         | 27         | 40         |
| Fuente: Catholic-Hierarchy, que a su vez toma los datos del Anuario Pontificio. |                      |           |                |            |               |               |                          |                      |            |            |            |

## Episcopologio
- Leo Thomas Maher † (27 de enero de 1962-22 de agosto de 1969 nombrado obispo de San Diego)
- Mark Joseph Hurley † (19 de noviembre de 1969-15 de abril de 1986 renunció)
- John Thomas Steinbock † (27 de enero de 1987-15 de octubre de 1991 nombrado obispo de Fresno)
- George Patrick Ziemann † (14 de julio de 1992-22 de julio de 1999 renunció)
- Daniel Francis Walsh (11 de abril de 2000-30 de junio de 2011 renunció)
- Robert Francis Vasa, por sucesión el 30 de junio de 2011